# Pi Lind
Per-Inge (Pi) Lind, född den 17 december 1936 i Vimmerby, död den 19 april 1993 i Stockholm, var en svensk regissör, teaterchef och författare.

## Biografi
År 1964 grundade Pi Lind, tillsammans med Staffan Olzon, Pistolteatern i Stockholm. Teaterns namn skapades av de båda grundarnas initialer. År 1973 startade han Komediteatern, tillsammans med Vilhelm Moberg. Han var även verksam som regissör vid Stockholms stadsteater, i Parkteatern och i svensk TV, där han bland annat var regissör för 1973 års julkalender Jul i Mumindalen och TV-serien Soldat med brutet gevär (1977), baserad på Vilhelm Mobergs roman med samma namn.
År 1971 startade han utgivningen av en tidning, Tidningen Pi, där han själv stod som ansvarig utgivare. Tidningen kom ut med två nummer per vecka, men lades ner efter en kort tid.

## Teater

### Regi (ej komplett)
| År   | Produktion                    | Upphovsmän        | Teater                                                    |
| ---- | ----------------------------- | ----------------- | --------------------------------------------------------- |
| 1966 | Ceremonin                     | Pi Lind           | Teater Fem, Göteborg (regi tillsammans med Stewe Claeson) |
| 1967 | Ännu ej preskriberat          | Pi Lind           | Norrköping-Linköping stadsteater                          |
| 1969 | Vita horan                    | Tom Eyen          | Stockholms stadsteater                                    |
| 1971 | Karl Svenssons underbara öden | Pi Lind och Jolo  | Stockholms parkteater                                     |
| 1974 | Mina sånger de ska leva       | Mikis Theodorakis | Nya Komediteatern                                         |